# Mistrzostwa Świata w Tenisie Stołowym 1956
23. Mistrzostwa świata w tenisie stołowym odbyły się w dniach 2–11 kwietnia 1956 roku w Tokio. Były to pierwsze mistrzostwa podczas których medal wywalczyli reprezentanci Chin.

## Końcowa klasyfikacja medalowa
| Miejsce | Państwo           | Złoto | Srebro | Brąz | Razem |
| ------- | ----------------- | ----- | ------ | ---- | ----- |
| 1       | Japonia           | 4     | 3      | 7    | 14    |
| 2       | Rumunia           | 2     | 0      | 3    | 5     |
| 3       | Stany Zjednoczone | 1     | 0      | 0    | 1     |
| 4       | Czechosłowacja    | 0     | 3      | 1    | 4     |
| 5       | Anglia            | 0     | 2      | 1    | 3     |
| 6       | Chiny             | 0     | 0      | 1    | 1     |

## Medaliści
| Konkurencja:               | Złoto:                       | Srebro:                        | Brąz:                                                            |
| gra pojedyncza kobiet      | Tomie Okawa                  | Kiiko Watanabe                 | Fujie Eguchi Ella Zeller                                         |
| gra pojedyncza mężczyzn    | Ichiro Ogimura               | Toshiaki Tanaka                | Yoshio Tomita Akio Nohira                                        |
| gra podwójna kobiet        | Angelica Rozeanu Ella Zeller | Fujie Eguchi Kiiko Watanabe    | Tomie Okawa Yoshiko Tanaka Ann Haydon Diane Rowe                 |
| gra podwójna mężczyzn      | Ichiro Ogimura Yoshio Tomita | Ivan Andreadis Ladislav Štípek | Vaclav Tereba Ludvik Vyhnanovsky Toshiaki Tanaka Keisuke Tsunoda |
| gra mieszana               | Erwin Klein Leah Neuberger   | Ivan Andreadis Ann Haydon      | Yoshiko Tanaka Motoo Fujii Toma Reiter Ella Zeller               |
| konkurs drużynowy mężczyzn | Japonia                      | Czechosłowacja                 | Chiny · Rumunia                                                  |
| konkurs drużynowy kobiet   | Rumunia                      | Anglia                         | Japonia                                                          |